# Viennese (dolce)
Il Viennese è un dolce tipico della tradizione culinaria messinese, ma oggigiorno ampiamente diffuso anche a Reggio Calabria e in tutta l'area metropolitana dello Stretto di Messina.

## Descrizione
Si presenta come un soffice pane dolce, diviso in due e farcito con crema (tipicamente alla vaniglia o al cioccolato), successivamente ricoperto di zucchero a velo
.
Dal punto di vista estetico, il Viennese ricorda il maritozzo, ma si differenzia dal dolce romano per una forma più stretta ed allungata e per la presenza della crema al posto della panna.